# Dwergboterbloem
De dwergboterbloem (Ranunculus pygmaeus) is een overblijvende plant uit de ranonkelfamilie (Ranunculaceae) die te vinden is in het noordpoolgebied en in de alpiene zone van de Europese en Noord-Amerikaanse hooggebergtes.

## Naamgeving enetymologie
- Frans: Renoncule naine
- Engels: Pygmy buttercup, Dwarf buttercup
- Italiaans: Ranuncolo pigmeoo

De botanische naam Ranunculus is afgeleid van het Latijnse rana (kikker) en betekent 'kleine kikker', naar de voorkeur van waterranonkels voor waterrijke standplaatsen. De soortaanduiding pygmaeus is uiteindelijk afkomstig van het Oudgrieks πυγμαῖος (pugmaios), dat 'dwergachtig' betekent.

## Kenmerken
De dwergboterbloem is een kleine, overblijvende, kruidachtige plant, tot 5 cm hoog. De kruipende of halfopgaande bloemstengel is onvertakt en draagt een enkele bloem. De grondbladeren zijn niervormig, drie- tot vijflobbig, met diep ingesneden, stompe lobben.
De bloemen zijn zeer klein, radiaal symmetrisch, tot 6 mm in doorsnede met vijf behaarde kelkblaadjes en eveneens vijf bleekgele kroonblaadjes. Na de bloei strekt de bloemstengel zich uit tot hoog boven de grondbladeren.
De plant bloeit rond juli.

## Habitaten verspreiding
De dwergboterbloem groeit voornamelijk op vochtige plaatsen zoals in graslanden en in mostapijten, dikwijls vlak bij sneeuwveldjes, in de subalpiene en de alpiene zone van het hooggebergte, van 1.800 tot 2.800 m hoogte.
De plant kent een alpien-arctische verspreiding, ze komt voor in het hele noordpoolgebied en daarbuiten in de Alpen en het Tatra-gebergte, de bergen van Scandinavië en de Rocky Mountains in Noord-Amerika.
... · 
R. acris (Scherpe boterbloem) · 
R. aquatilis (Fijne waterranonkel) · 
R. aquatilis var. aquatilis · 
R. aquatilis var. diffusus (Haarbladwaterranonkel) · 
R. arvensis (Akkerboterbloem) · 
R. auricomus (Gulden boterbloem) · 
R. baudotii (Zilte waterranonkel) · 
R. bulbosus (Knolboterbloem) · 
R. circinatus (Stijve waterranonkel) · 
R. flammula (Egelboterbloem) · 
R. fluitans (Vlottende waterranonkel) · 
R. glacialis (Gletsjerboterbloem) · 
R. gramineus (Grasbladige boterbloem) · 
R. hederaceus (Klimopwaterranonkel) · 
R. kuepferi · 
R. lingua (Grote boterbloem) · 
R. lyallii · 
R. ololeucos (Witte waterranonkel) · 
R. omiophyllus (Drijvende waterranonkel) · 
R. peltatus (Grote waterranonkel) · 
R. penicillatus (Penseelbladige waterranonkel) · 
R. platanifolius (Witte boterbloem) · 
R. polyanthemos · 
R. polyanthemos subsp. nemorosus (Bosboterbloem) · 
R. polyanthemos subsp. polyanthemoides (Kalkboterbloem) · 
R. pygmaeus (Dwergboterbloem) · 
R. pyrenaeus (Pyrenese boterbloem) · 
R. repens (Kruipende boterbloem) · 
R. sardous (Behaarde boterbloem) · 
R. sceleratus (Blaartrekkende boterbloem) · 
R. trichophyllus (Kleine waterranonkel) · 
R. thora (Gifboterbloem) · 
R. tripartitus (Driedelige waterranonkel) · 
...